# 軍バリ!
『軍バリ!』（ぐんバリ）とは、ヤングマガジンで連載されていた、原作イ・ユジョン作画 イ・ヒョンソクによる、漫画作品である。インターネット配信漫画MiChao!などでも連載された。大韓民国の徴兵制について書かれている。

## ストーリー
主人公の韓国人男子大学生キム・ジンが、韓国陸軍に徴兵されて、一人前の兵士になるべく日々訓練するが……。

## 登場人物
以下の記述には韓国陸軍特有の階級の名称も含まれますので、そちらも参照してください。
- キム・ジン
  - この作品の主人公。年齢は20歳。陸軍での階級は訓練兵。のち二等兵に昇進して、実施部隊に配属される。
  - かなりのおっちょこちょいで、上官たちの制裁も受けるが、愚直に訓練に励む姿も。
- チェ・ミミ
  - 入隊前のキム･ジンに、偶然ソウル市の地下鉄車内で出会う女性士官。所属は首都警備師団特別警護隊で階級は中尉。
  - 誰もが見とれる美人だが、かなりの男勝りで、意見が合わない相手には喧嘩を仕掛ける問題行動も見せる。しかし志願して入隊しただけに、責任感は強い。
- チェ師団長
  - チェ･ミミの直属の上司にして、実の父親。階級は少将。典型的な陸軍将官。
  - 娘の陸軍士官学校入学に反対していた。何とか軍人を辞めさせようと、娘とお金持ちの男性とのお見合いを画策するが…。
- ミナム
  - キム･ジンの大学同期生だが、彼と違って女性にモテる。
  - キム･ジンと同様に徴兵命令を受けて、訓練所入所前に、バリカンで自分の頭を刈られて涙を流した。
- ハン・テス助教
  - キム･ジンたち訓練兵の先輩。階級は上等兵。
  - 訓練のミスに対しては鉄拳制裁も辞さないが、男の友情も併せ持ついい男。まもなく2年2ヵ月に及んだ徴兵を終える予定。
- ゴ・ジョンス
  - キム･ジンの同期生で、訓練所兵舎には私物持ち込み厳禁に関わらず、携帯電話を持ち込み、その罪をキム･ジンに擦り付ける。
- ジャン・デハン
  - キム･ジンの同期生で、訓練終了後も同じ実施部隊に配属される。通称ゴリラ。
- オ・チャンアン
  - キム･ジンの同期生で、訓練終了後も同じ実施部隊に配属される。通称メガネ。大学時代は首席だったらしい。
- キム下士官
  - チェ・ミミの部下。階級は下士（伍長相当の階級）。パラシュート降下訓練中に、足首を負傷する。

## タイトル
1. ヘアスタイル
2. 入隊
3. ラーメン
4. 実弾!
5. 一番逢いたい人
6. 手榴弾!
7. 軍人への道
8. 彼女は女軍（前編）
9. 彼女は女軍（後編）
10. 化生放訓練（前編）
11. 化生放訓練（後編）
12. 部隊配置

## 評価
社会学者で首都大学東京准教授（当時）の宮台真司は、『軍バリ』の帯や書評に好意的コメントを寄せており、この作品の原作者であり、宮台ゼミの留学生でもあったイ・ヒョンソクとの対談などで、韓国の徴兵制度を賛美・礼賛して「日本にも徴兵制度を導入すべきだ」と発言している。